# Lithacodia versicolor
Lithacodia versicolor là một loài bướm đêm trong họ Noctuidae.